# Machimus pallipes
Machimus pallipes är en tvåvingeart som beskrevs av Ricardo 1922. Machimus pallipes ingår i släktet Machimus och familjen rovflugor. Inga underarter finns listade i Catalogue of Life.